# Antonio de Aragón-Córdoba-Cardona e Fernández de Córdoba
Antonio de Aragón-Córdoba-Cardona e Fernández de Córdoba (Lucena, 24 de novembro de 1616 - Madrid, 7 de outubro de 1650) foi um cardeal do século XVII

## Biografia
Nasceu em Lucena em 24 de novembro de 1616. De uma casa ilustre relacionada com a família real. Sétimo filho, terceiro menino, de Enrique de Aragón-Córdoba-Cardona y Enríquez de Cabrera, sexto duque de Cardona e quinto de Segorbe, vice-rei de Navarra e Catalunha, e sua segunda esposa, Catalina Fernández de Córdoba y Figueroa. Os pais estabeleceram-se em Lucena em 1606, quando se casaram; e aí viveu até 1618. Irmão do Cardenal Pascual de Aragón (1660). Seu sobrenome também está listado como de Aragonia; como d'Aragona; e como Aragón-Córdoba-Cardona e Fernández de Córdoba.
Educado por D. Garci Gil Manrique, bispo de Barcelona. Posteriormente, estudou na Universidade de Salamanca, onde foi designado reitor da universidade em 10 de novembro de 1635; renunciou em agosto de 1636 para aceitar uma bolsa de estudos no Colegio Mayor de San Bartolomé da universidade ..
Cânone do capítulo da catedral de Córdoba em 1630; tomou posse em agosto de 1631. Coadjutor do arquidiácono de Castro del Río, dignidade da catedral de Córdoba; sucedeu nesse cargo em dezembro de 1648. Cavaleiro da Ordem de Alcántara. Foi enviado com o irmão, o marquês de Povar, à Catalunha para ajudar a mãe, a duquesa de Cardona, recentemente viúva, numa missão de reconciliação com os rebeldes catalães. Chegaram a Barcelona em 11 de dezembro de 1640 e logo depois, em 3 de janeiro de 1641, foram feitos prisioneiros e sua casa saqueada, e só foram libertados por troca em 15 de novembro de 1641. Libertado, tornou-se general das galeras armadas de Valência em 1642. e acompanhou o rei Felipe IV na campanha militar em Lérida em 1644..
Ordenado em 27 de abril de 1642. Membro do Conselho das Ordens Militares. Conselheiro real do rei Felipe IV da Espanha. Membro do Conselho Supremo do Tribunal da Inquisição Espanhola..
Criado cardeal e reservado in pectore no consistório de 7 de outubro de 1647; publicado no consistório de 14 de março de 1650; o papa enviou-lhe o barrete vermelho a Madrid com monsenhor Bernardino Casale, cônego do capítulo da basílica patriarcal de Latrão; ele nunca foi a Roma para receber o chapéu vermelho e o título..
Morreu em Madrid em 7 de outubro de 1650, após uma breve doença. Sepultada no convento da Concepción das freiras descalças dominicanas, em Loeches , perto de Madrid. A notícia de sua morte foi comunicada à Santa Sé pelo embaixador espanhol em 13 de novembro de 1650. Em 17 de junho de 1662, seus restos mortais foram transferidos para o mosteiro cisterciense de Poblet, na Catalunha, residência real fortificada e panteão dos reis da Catalunha. e Aragão, e sepultado na sua igreja, ao lado do Evangelho, junto ao mausoléu dos seus pais.